# Астрагал эспарцетовый
Астрагал эспарцетовый (лат. Astragalus onobrychis) — вид многолетних растений рода Астрагал (Astragalus) семейства Бобовые (Fabaceae).

## Ботаническое описание
Многолетнее травянистое растение. Стебли высотой 30—80 см, прямостоячие или восходящие, разветвленные. Листья непарноперистые, состоят из 15—31 листочков. Цветоносы длиннее листьев. Соцветие — густая кисть, кочанная или продолговатая. Цветки почти сидячие; чашечка короткозубчатая, венчик мотыльковый, лилово-пурпурный. Плод — продолговато-яйцевидный, заострённый, пушистый боб, длиннее чашечки. Семена округло-почковидные, красновато-коричневые. Цветёт в июне — июле. Плоды созревают в июле — августе.

## Распространение и экология
Растёт на степных участках, склонах, обнажениях, песках.
Средиземноморский (причерноморско-малоазиатский) вид. Встречается обычно по всей Украине, за исключением лесных районов, где редкий.
Растение зимостойкое, холодостойкое, хорошо выдерживает засушливые периоды лета, быстрорастущее. Размножается семенами и вегетативно. Семена имеют длительный период покоя и отличаются плохой всхожестью при весенних посевах. Необходима скарификация семян и подзимний посев. Растение озимого типа развития. Вегетационный период длится 90—100 суток.

## Значение и применение
На пастбище до плодоношения и в сене поедается всеми сельскохозяйственными животными. Удовлетворительно поедается маралами и сурками, сусликами.
| Фаза     | Воды (в %) | От абсолютного сухого вещества в % | От абсолютного сухого вещества в % | От абсолютного сухого вещества в % | От абсолютного сухого вещества в % | От абсолютного сухого вещества в % |
| Фаза     | Воды (в %) | золы                               | протеина                           | жира                               | клетчатки                          | БЭВ                                |
| -------- | ---------- | ---------------------------------- | ---------------------------------- | ---------------------------------- | ---------------------------------- | ---------------------------------- |
| Цветение | 5,1        | 5,1                                | 16,8                               | 3,3                                | 27,4                               | 47,4                               |

В народной медицине используется трава, корни и семена. В листьях и стеблях содержатся алкалоиды, а также аскорбиновая кислота.
Хорошее кормовое растение, близкое по питательности к эспарцету. Перспективное для посевов при закладке крутых склонов. Декоративное, пригодное для больших красочных массивов.